# Abildgård Kirke
Abildgård Kirke er en kirke i Frederikshavn. Den er opført fra 1969 til 1970 ved kgl. bygningsinspektør Leopold Teschl. Kirken ligger på en grund på cirka 7.000 m² på Hjørringvej. I den nordlige del af ejendommen er der en parkeringsplads, efterfulgt af kirkebygningen. Kirken ligger med sin placering tæt ved flere boligområder, der fortrinsvis beboes af ældre personer, og kirken er forholdsvis velbesøgt. Kirken danner sammen med Fladstrand Kirke, Abildgård Sogn.
Kirken er arkitektonisk væsentlig forskellig fra de gængse danske kirker, idet den er bygget af røde mursten med forskellige grader af brændthed. Set udefra består kirken af tre "klodser"; en klods der udgør selve kirken (mod nord/øst), en der er det 13 meter høje tårn (mod vest) og en der udgør administrations- og undervisningslokaler (mod syd). Idet grunden som kirken ligger på ikke er plan, er administrationsbygningen set fra syd i både et og to planer. Kirken og administrationsbygningen er forbundet indbyrdes af to pavillioner, og imellem bygningerne findes en lille gård.
I det fritstående klokketårn er der ophængt 4 klokker. Klokkerne bærer inskriptionen: "Jeg støbtes af Petit & Fritsen i Holland år 1970 til Abildgård Kirke". På den modsatte side står Grundtvigs salmelinje: "Kimer i klokker". Klokkerne er stemt i tonerne A, H, D og E. A-klokken vejer 455 kg og har en diameter på 90 cm, H-klokken vejer 320 kg og har en diameter på 80 cm, D-klokken vejer 185 kg og har en diameter på 67,5 cm, E-klokken vejer 132 kg og har en diameter på 60 cm.
Kirkesalens vægge er også indvendigt udført i røde mursten. Gulvet er flisebelagt med rød granit. Der er et trin mod
apsis, på denne forhøjning er døbefonten og prædikestolen, som begge er af mursten. Alteret lå tidligere i den halvcirkelformede apsis på østsiden af skibet, men blev flyttet længere mod menigheden. Alteret består af to murstenssøjler med en massiv grå granitplade. Der er ingen altertavle, men et simpelt trækors i apsis. Bænke og stole i kirkesalen er udført i lyst egetræ.
orgelet er bygget i 1970 af firmaet Bruno Christensen og sønner fra Tinglev og har 2.200 piber, fordelt på 30 registre, som spilles af 3 manualer og en pedal. Ud over hovedorgelet og pedalen har orglet to svelleorgler.

## Galleri
- Abildgård Kirke
- Kirkesalen
- Orgelet

## Eksterne kilder og henvisninger
- Wikimedia Commons har flere filer relateret til Abildgård Kirke
- Kirkens hjemmeside
- Abildgård Kirke
- www. danske kirker
- Abildgaard Kirke hos KortTilKirken.dk